# Midtjyske Motorvej
Midtjyske Motorvej er en motorvej mellem Motorvejskryds Vejle og Herning N. Motorvejen indgår i Primærrute 18. 
Midtjyske Motorvej åbnede i etaper mellem 2006 og 2014. Endnu resterer en udbygning af motortrafikvejen nord om Herning til motorvej, så Midtjyske Motorvej kan kobles direkte til Holstebromotorvejen.

## Forløb
Motorvejen begynder ved Motorvejskryds Vejle, som forbinder både Primærrute 13 og 18 med Østjyske Motorvej E45. Herfra følger den Midtjyske Motorvej forbi Ølholm, Brande, Arnborg til Herning N. På delstrækningen mellem Motorvejskryds Vejle og Ølholm løber den sammen med Primærrute 13, og mellem Tørring og Give løber den sammen med Primærrute 30. Ved Herning løber den sammen med Primærrute 12 og 15. Ved ophøret af Herningmotorvejen ved Sundsvej nordøst for Herning fortsætter Primærrute 18 videre på 9,5 km lang motortrafikvej nord om Herning, hvorefter den fortsætter ind på Holstebromotorvejen. 
Det er ikke afgjort, om den 9,5 km lang motortrafikvej nord om Herning skal udbygges til motorvej. 

## Historie
Folketinget vedtog i 1996 en projekteringslov for udbygning af Primærrute 18 Vejle–Herning–Holstebro til motorvej eller motortrafikvej. Formålet hermed var at styrke den regionale tilgængelighed og koble Midt- og Vestjylland op på de overordnede motorvejsforbindelser. Loven besluttede også, at Brande Omfartsvej skulle anlægges som motortrafikvej. I 1998 besluttedes det, at der skulle anlægges en motortrafikvej mellem Ølholm og Riis, og i 1999 besluttedes det, at der skulle anlægges en motortrafikvej nord og øst om Herning til den under anlæg værende Brande Omfartsvej.
I 2002 ændredes strategi, således at Primærrute 18 skulle anlægges som motorvej mellem Vejle og Herning. Det medførte i første omgang, at Folketinget i 2002 besluttede, at strækningen fra Herning N (frakørsel 15) til Brande N skulle anlægges som motorvej i stedet for motortrafikvej. Folketinget besluttede i 2004, at strækningen mellem Brande S og Riis skulle anlægges som motorvej. I 2006 besluttedes det, at anlægge en motorvej mellem Vejle og Ølholm og at motortrafikvejen mellem Ølholm og Riis skulle udbygges til motorvej. Endelig i 2010 blev det besluttet, at udbygge motortrafikvejen Brande Omfartsvej til motorvej.
Anlægsarbejdet ved Herning begyndte i 2002 og i 2006 åbnede motorvejen øst om Herning og motortrafikvejen nord om Herning for trafik i 2006. I 2014 stod Midtjyske Motorvej færdig mellem Vejle og Herning.
I marts 2019 indgik den daværende regeringen (Venstre, Liberal Alliance og Det Konservative Folkeparti) og Dansk Folkeparti en trafikaftale, som bl.a. ville udbygge den 9,5 km lange motortrafikvej nord om Herning til motorvej i forlængelse af Midtjyske Motorvej. Ved folketingsvalget i juni 2019 skiftede regeringen til Socialdemokratiet, som ikke var bundet af trafikforliget. Da der ikke længere fandtes et flertal bag trafikforliget, meddelte den nye trafikminister Benny Engelbrecht umiddelbart efter folketingsvalget, at trafikforliget skal genforhandles.

## Etaper
| Motorvejsetaper | Motorvejsetaper | Motorvejsetaper      | Motorvejsetaper | Motorvejsetaper | Motorvejsetaper | Motorvejsetaper | Motorvejsetaper                                                                     |
| Fra             | Frakørsel       | Til                  | Frakørsel       | Antal spor      | Km              | Åbningsår       | Bemærkninger                                                                        |
| --------------- | --------------- | -------------------- | --------------- | --------------- | --------------- | --------------- | ----------------------------------------------------------------------------------- |
| Sundsvej        | 15              | Høgild               |                 | 4               | 10,7            | 2006            | Åbnede 7. oktober 2006                                                              |
| Høgild          |                 | Brande N             | 12              | 4               | 13,7            | 2007            | Åbnede 8. oktober 2007                                                              |
| Brande N        | 12              | Thyregodvej          | 10              | 4               | 7,0             | 2014            | Udbygning af motortrafikvejen "Brande Omfartsvej" til motorvej. Åbnede 27. maj 2014 |
| Thyregodvej     | 10              | Givevej              | 9               | 4               | 8,0             | 2011            | Åbnede 11. november 2011                                                            |
| Givevej         | 9               | Vibjerg              | 8               | 4               | 3,0             | 2008            | Åbnede 23. oktober 2008                                                             |
| Vibjerg         | 8               | Riis                 | 7               | 4               | 2,5             | 2007            | Åbnede 19. november 2007                                                            |
| Riis            | 7               | Ølholm               | 6               | 4               | 10,0            | 2012            | Udbygning af motortrafikvej til motorvej. Åbnede 17. september 2012.                |
| Ølholm          | 6               | Motorvejskryds Vejle |                 | 4               | 14,0            | 2013            | Åbnede 30. september 2013                                                           |